# 奧切雷圖瓦泰 (卡姆揚卡市鎮)
47°22′14″N 36°47′35″E / 47.37056°N 36.79306°E
奧切雷圖瓦泰（烏克蘭語：Очеретувате）是位於烏克蘭東南部的村莊，由扎波羅熱州波洛希區的卡姆揚卡市鎮負責管轄。該村距離魯登卡1公里，始建於1875年，面積1.455平方公里，海拔高度198米。